# Drogeham
Drogeham (en frison : Droegeham) est un village de la commune néerlandaise d'Achtkarspelen, dans la province de Frise.

## Géographie
Le village est situé dans l'est de la Frise, à 10 km au nord de Drachten. Il est bordé par le canal Princesse-Margriet

## Démographie
Le 1er janvier 2018, le village comptait 1 725 habitants.

## Sites et monuments
- L'église réformée a été construite en 1876 en remplacement d'une église du XIIIe siècle dédiée à saint Nicolas et devenue protestante après la réforme.